# Сан-Жуан-да-Боа-Виста (микрорегион)

Сан-Жуан-да-Боа-Виста на карте.

Сан-Жуан-да-Боа-Виста (порт. Microrregião de São João da Boa Vista) — микрорегион в Бразилии, входит в штат Сан-Паулу. Составная часть мезорегиона Кампинас. 
Население составляет 	409 370	 человек (на 2010 год). Площадь — 	5 431,441	 км². Плотность населения — 	75,37	 чел./км².

## Демография
Согласно сведениям, собранным в ходе переписи 2010 г. Национальным институтом географии и статистики (IBGE), население микрорегиона составляет:						
| Полное население                             | Полное население                             | Полное население                             | Полное население                             | 409 370 |
| -------------------------------------------- | -------------------------------------------- | -------------------------------------------- | -------------------------------------------- | ------- |
| в том числе:                                 | Городское население                          | 360 709                                      | Процент городского населения, %              | 88,11   |
|                                              | Сельское население                           | 48 661                                       | Процент сельского населения, %               | 11,89   |
|                                              | Мужское население                            | 203 386                                      | Процент мужского населения, %                | 49,68   |
|                                              | Женское население                            | 205 984                                      | Процент женского населения, %                | 50,32   |
| Плотность населения, чел/км²                 | Плотность населения, чел/км²                 | Плотность населения, чел/км²                 | Плотность населения, чел/км²                 | 75,37   |
| Население микрорегиона в % к населению штата | Население микрорегиона в % к населению штата | Население микрорегиона в % к населению штата | Население микрорегиона в % к населению штата | 0,99    |

## Статистика
- Валовой внутренний продукт на 2003 составляет 4 212 528 008,00 реалов (данные: Бразильский институт географии и статистики).
- Валовой внутренний продукт на душу населения на 2003 составляет 10 249,49 реалов (данные: Бразильский институт географии и статистики).
- Индекс развития человеческого потенциала на 2000 составляет 0,810 (данные: Программа развития ООН).

## Состав микрорегиона
В составе микрорегиона включены следующие муниципалитеты:
1. Каконди
2. Каза-Бранка
3. Дивиноландия
4. Эспириту-Санту-ду-Пиньял
5. Итоби
6. Мокока
7. Санту-Антониу-ду-Жардин
8. Сан-Жозе-ду-Риу-Парду
9. Сан-Жуан-да-Боа-Виста
10. Сан-Себастьян-да-Грама
11. Тамбау
12. Тапиратиба
13. Варжен-Гранди-ду-Сул
14. Агуас-да-Прата